# Vinícius Reche
Vinícius Cunha Reche, né le 28 janvier 1984 à São Paulo, est un ancien footballeur brésilien. Lors de sa carrière, il a principalement joué comme milieu offensif.

## Biographie
Le Brésilien inscrit son premier but sous les couleurs angevines face à Boulogne-sur-Mer sur une passe de Charles Diers (score final : 2-3, première victoire à l'extérieur d'Angers SCO en 2008-2009).